# Vrocourt
Vrocourt település Franciaországban, Oise megyében. Lakosainak száma 33 fő (2022. január 1.). Vrocourt Grémévillers, Hanvoile, Lachapelle-sous-Gerberoy és Martincourt községekkel határos.

## Népesség
A település népessége az elmúlt években az alábbi módon változott:
| Lakosok száma | 37   | 35   | 33   | 33   | 34   | 34   | 34   | 33   |
|               | 2013 | 2015 | 2017 | 2018 | 2019 | 2020 | 2021 | 2022 |